# 캘럼 워시
캘럼 워시(Calum Worthy, 1991년 1월 28일 ~ )는 캐나다의 배우이다.

## 출연 작품
- 기생물 (2019)
- 더 시닝: 새로운 세계 질서 (2018)
- 바디드 (2017)
- 더 씨닝 (2016)
- 블랙번: 죽음의 숲 (2015)
- 모스틀리 고스틀리: 해브 유 멧 마이 굴프렌드? (2014)
- 랩쳐-파루자 (2013)
- 배당률 (2011)
- 베스트 플레이어 (2011)
- 더 빅 이어 (2011)
- 프레쉬맨 파더 (2010)
- 데이드림 네이션 (2010)
- 본드 오브 사일런스 (2010)
- 왓 고즈 업 (2009)
- 스마일 (2007)
- 밈지 (2007)
- 싸이크 1 (2006)
- 내 생애 가장 징글징글한 크리스마스 (2006)
- 닥터 두리틀 3 (2006)
- 스쿠비 두 2 - 몬스터 대소동 (2004)